# Вуядинович, Борислав
Борисла́в Вуяди́нович (босн. Borislav Vujadinović, 9 сентября 1959, Невесине, Югославия) — югославский бобслеист. Участник зимних Олимпийских игр 1984, 1988 и 1992 годов.

## Биография
Борислав Вуядинович родился 9 сентября 1959 года в югославском городе Невесине (сейчас в Боснии и Герцеговине).
Выступал в соревнованиях по бобслею за «Железничар» из Сараево.
В 1984 году вошёл в состав сборной Югославии на зимних Олимпийских играх в Сараево. В соревнованиях четвёрок вместе с Ненадом Продановичем, Огненом Соколовичем и Зораном Соколовичем занял 23-е место среди 24 экипажей, показав по сумме четырёх заездов результат 3 минуты 28,31 секунды и уступив 8,09 секунды завоевавшим золото бобслеистам ГДР.
В 1988 году вошёл в состав сборной Югославии на зимних Олимпийских играх в Калгари. В соревнованиях двоек вместе с Миро Пандуревичем занял 28-е место, показав по сумме четырёх заездов результат 4.03,50 и уступив 10,02 секунды выигравшим золото Янису Кипурсу и Владимиру Козлову из СССР.
В 1992 году вошёл в состав сборной Югославии на зимних Олимпийских играх в Альбервиле. В соревнованиях двоек вместе с Миро Пандуревичем занял 29-е место, показав по сумме четырёх заездов результат 4.10,11 и уступив 6,85 секунды выигравшим золото Густаву Ведеру и Донату Аклину из Швейцарии.